# Natura 2000-område nr. 188 Dueodde
Natura 2000-område nr. 188 Dueodde   er et Natura 2000-område der består af habitatområde H164  på det sydøstligste hjørne af Bornholm, der har et areal på   264 hektar, hovedsageligt privatejet, men ca. 8,5 ha af arealet er statsejet.
Natura 2000-området ligger   i Vandområdedistrikt III Bornholm  i vandplanomåde  3.1 Bornholm.  i  Bornholms Regionskommune.

## Områdebeskrivelse
Området er kendetegnet ved store mængder fint flyvesand og en veludviklet klitnatur. området er
særligt udpeget for en række af habitatdirektivets klitnaturtyper som hvid klit, klithede, skovklit og klitlavning. Nogle af klitlavningerne indeholder arealer med den sjældne naturtype tørvelavning, hvor der gror meget nøjsomme plantearter. Der findes kun meget få arealer med tørvelavning i Danmark, og en betydelig del af det samlede
kortlagte areal med denne naturtype findes på Dueodde i dette Natura 2000-område, der
indeholder mere end 5 % af det samlede areal med tørvelavning (7150) inden for den kontinentale biogeografiske region. Store dele af området blev tidligere tilplantet for at hindre sandflugt, men hele Natura 2000-området er i dag  fredet.

## Naturfredning
For at undgå at hele Dueodde blev tilplantet med fyrretræer, blev de sydøstligste områder (140 hektar) fredet i 1936, for at besvare flyvesandslandskabet. Senere fulgte  Slusegårdens Vandmølle med omgivelser, 45 ha, der blev fredet i 1956 og 1968. Strandmarken, strand, overdrev og plantage, i alt 660 ha, blev fredet 1967.